# Веселий Став
Веселий Став — село в Україні, в Криворізькому районі Дніпропетровської області. Входить до складу Карпівської сільської громади. 
Колишній орган місцевого самоврядування — Андріївська сільська рада. Населення — 105 мешканців.

## Географія
Село Веселий Став розташоване за 3,5 км від правого берега річки Інгулець, на відстані 1,5 км розташоване село Зелений Гай, за 3 км - село Городуватка. По селу протікає пересихаючий струмок з загатою.

## Населення

### Мова
Розподіл населення за рідною мовою за даними перепису 2001 року:
| Мова            | Кількість | Відсоток |
| --------------- | --------- | -------- |
| українська      | 90        | 85.71%   |
| російська       | 12        | 11.44%   |
| угорська        | 1         | 0.95%    |
| інші/не вказали | 2         | 1.90%    |
| Усього          | 105       | 100%     |

## Інтернет-посилання
- Погода в селі Веселий Став

1. ↑  Рідні мови в об'єднаних територіальних громадах України — Український центр суспільних даних